# Marineland
Il Marineland d'Antibes era un Parco di divertimento marino e un delfinario fondato nel 1970 ad Antibes, in Francia; si affaccia sul Mar Mediterraneo lungo la Route du bord de mer nel dipartimento delle Alpi Marittime in Costa Azzurra.
Il parco di divertimenti marino faceva parte di un complesso comprendente anche:
- Aqua-Splash: parco acquatico;
- La Petite Ferme du Far West: parco animali (animali della fattoria) e parco giochi per bambini;
- Adventure Golf: triplo percorso di minigolf sul tema di Jules Verne.

## Storia

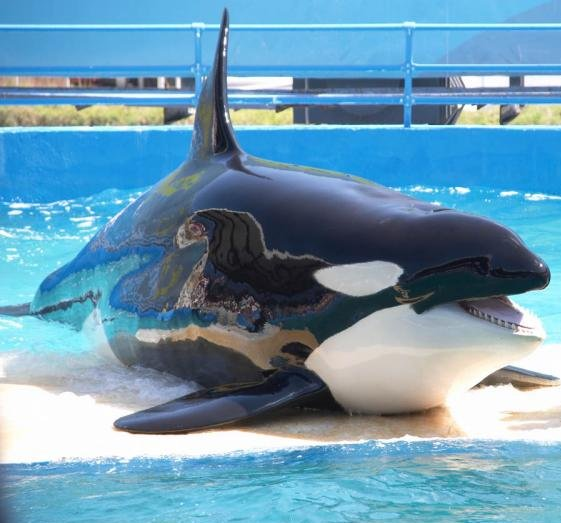
Orca

Nel 1970, il conte Roland de La Poype, un industriale, già pilota di caccia, eroe della Seconda guerra mondiale e appassionato del mondo marino, crea il Marineland d'Antibes in Costa Azzurra con la missione di far conoscere la vita difficilmente accessibile dei grandi animali marini e del mare a un grande pubblico.
Il 4 dicembre 2024, Marineland annuncia ufficialmente la chiusura definitiva del parco, avvenuta poi il 5 gennaio 2025, in conseguenza di difficoltà economiche e della legge del 2021 che vieta gli spettacoli di cetacei.

## Fauna
- Spettacoli : orche, delfini, otarie, uccelli (rapaci e pappagalli)
- Acquari: tunnel degli squali, pesci tropicali, Ippocampi, tartarughe marine...
- Zoo marino : leone marino, foche, otaria di Steller, pellicano, fenicotteri rosa, pinguino, razze...

Nel 2010, Marineland ha accolto l'orso polare.
Primo parco di animali marini in Europa, Marineland si onora di molte nascite: orche, orsi polari, otarie dalla criniera e pinguini reali, specie che raramente si riproducono in cattività.

## Les soigneurs d'animaux marins
Les soigneurs, una ventina in Francia, sono psicologi formati bach+ 5 minimum (opzione psicologia animale) e biologia marina e possiedono eccellenti qualità umane e una buona condizione fisica.
Sono responsabili di:
- Sorveglianza dei bacini

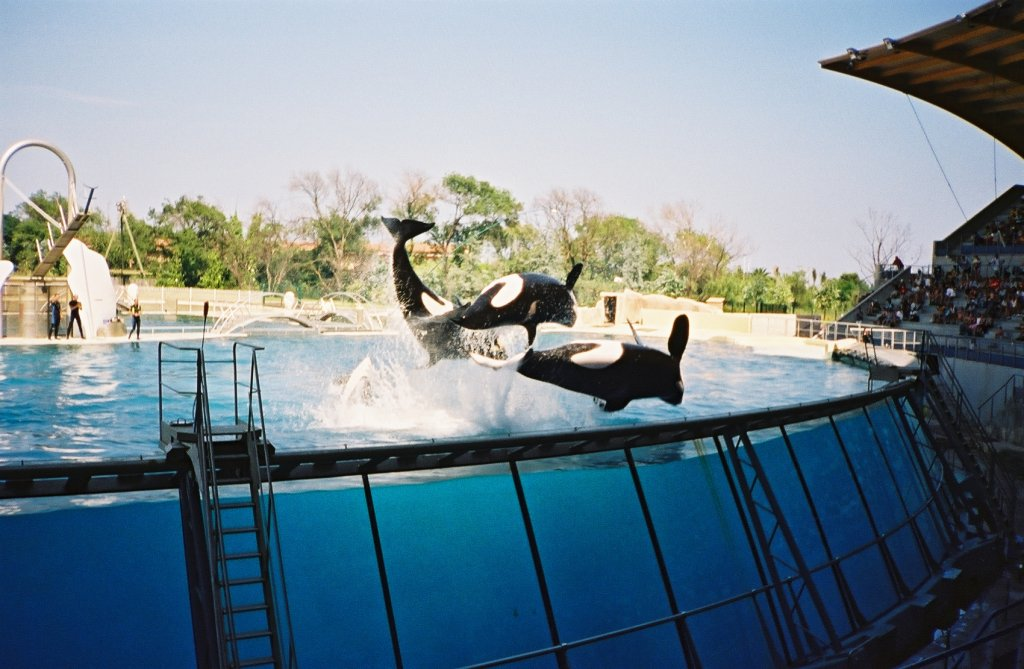
Spettacolo di orche

- Alimentazione degli animali del parco (da 500 a 600 kg di pesce al giorno).
- Sorveglianza della buona salute fisica, mentale degli animali e del loro benessere.
- Insegnamento dei numeri degli spettacoli a orche, delfini, otarie e foche.

## Caratteristiche del parco
- Più di un milione di visitatori per anno.
- Un bacino gigante principale:
  - Gradini da 3.600 a 4.000 persone.

- - 11 metri di profondità.

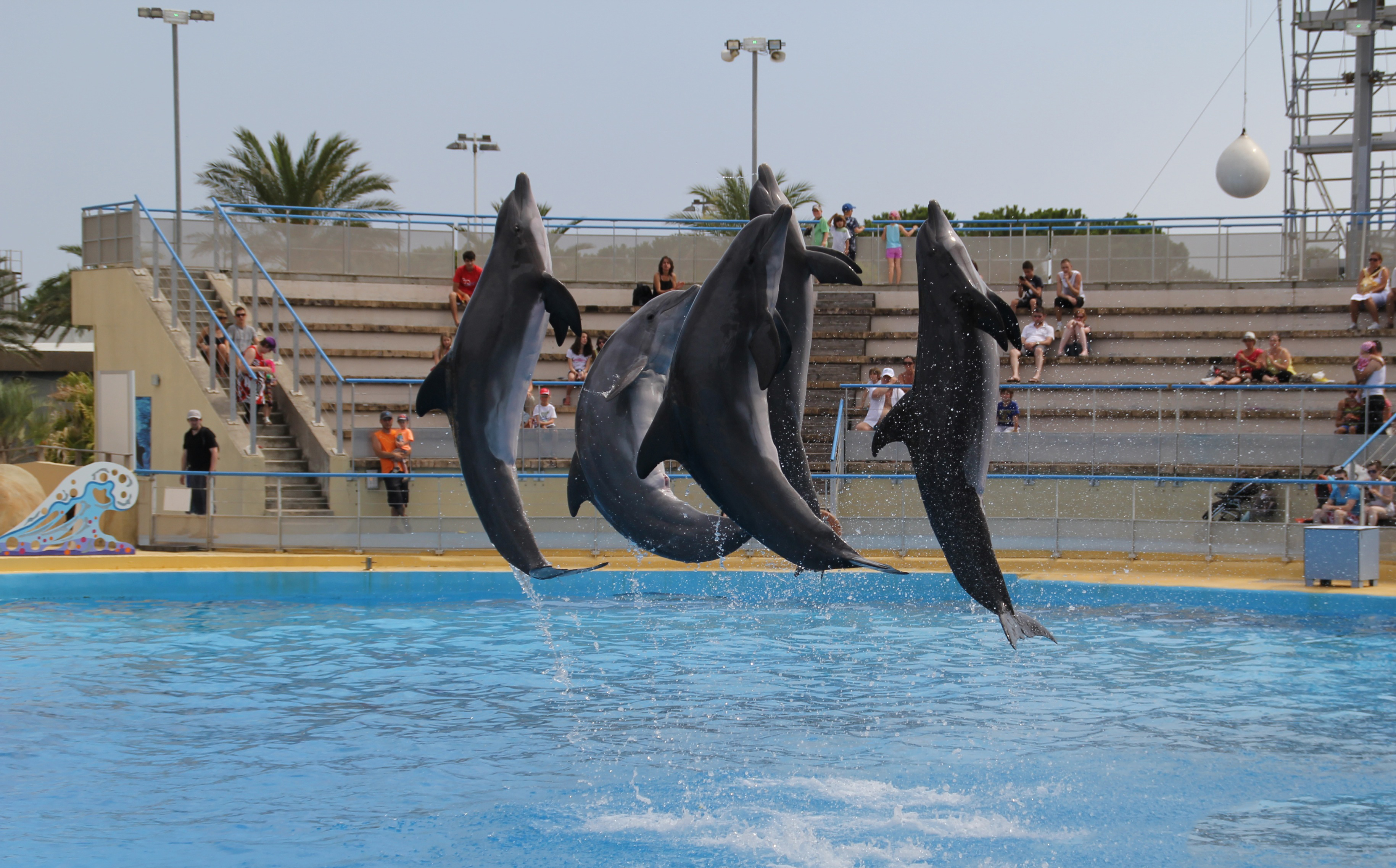
Spettacolo di delfini

  - Pareti vetrate in Polimetilmetacrilato : 4,60 m di altezza, 64 m di lunghezza, 17 cm di spessore.
  - Costruito dalla storica società di costruzioni metalliche Eiffel.
- Altri quattro bacini un po' meno profondi.
- Una laguna di due bacini per le orche.
- Un bacino ospedale per le orche.
- Un tunnel di vetro di 30 metri in un acquario per gli squali giganti di 2 milioni di litri d'acqua.
- Musei del mare.
- 44 milioni di litri di acqua di mare.
- Un depuratore equivalente a quello della città di Nizza (débit di 9000 m³/h).

## Film girati al Marineland

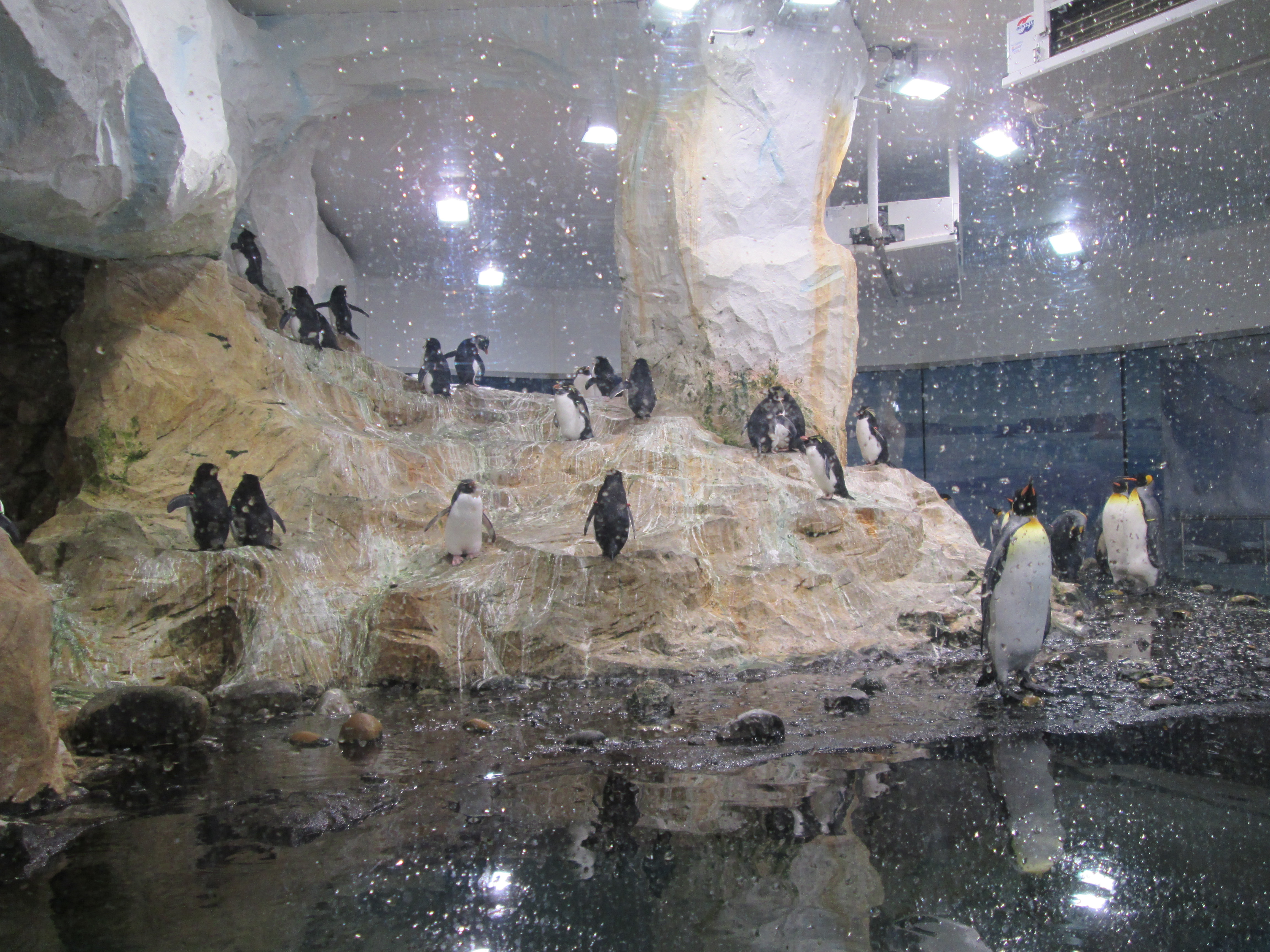
La Zona Antartica con esemplari di Aptenodytes patagonicus, Eudyptes chrysocome, Pygoscelis papua e Eudyptes chrysolophus

1988: Le Grand Bleu di Luc Besson. Film ispirato alla vita degli apneisti Jacques Mayol e Enzo Maiorca con Jean-Marc Barr, Jean Reno, Rosanna Arquette e il delfino stella del parco Joséphine.
2012: Un sapore di ruggine e ossa. Film con protagonista Marion Cotillard che interpreta un'addestratrice di orche marine che rimane mutilata in seguito a un incidente sul lavoro.